# MasterChef Česko (6. řada)
Šestá řada české soutěžní reality show MasterChef Česko odstartovala 30. srpna 2022. Je opět jako předchozí řada vysílána každé úterý a středu od 20.20 na Nově. I tentokrát se roli porotců již počtvrté zhostili Radek Kašpárek, Jan Punčochář a Přemek Forejt.
Oficiální natáčení 6. řady bylo oznámeno v dubnu 2022. Finanční odměna pro vítěze bude opět 1 000 000 Kč. Vítěz bude mít navíc nově příležitost pracovat v nově se otevírající restauraci Radka Kašpárka. Modelově se tato řada vrátila k podobě bez porotců jakožto mentorů a bez zlaté zástěry, místo toho se vrátil odznak imunity (naposledy ve 4. řadě).

## Castingová kola a výběr do TOP 16
Záběry z castingů, kterých se účastnila stovka zájemců, byly sestříhány do prvních čtyř dílů. Pro přijetí byla třeba většina hlasů porotců.
Takto postoupilo 32 amatérských kuchařů. Každý z porotců mohl z castingu poslat opět jako ve 3. a 4. řadě do TOP 16 tři nejlepší pokrmy - od Alžběty „Betty“ Minaříkové (Kašpárek), Robina Nguyena (Forejt) a Malika Maclouf (Punčochář). Zbylá dvaatřicítka v 5. a 6. dílu bojovala o postup.
Nejprve se účastníci v 5. díle museli vypořádat s technickou výzvou v podobě krájení, přičemž byli vyřazeni 4 soutěžící. Zbytek byl rozdělen do dvou skupin po čtrnácti.
První skupina se vzápětí účastnila výzvy, kde měl každý na výběr vařit výhradně se známými surovinami v košíku, anebo zariskovat a pracovat se surovinami pod tajným Mystery Boxem. Takto do TOP 16 postoupili Ivana „Ivka“ Malecová, Martin Pecina, Lucie „Číča“ Maděrová, Martina Jungmannová, Adam „Ado“ Willant a Aco Lukić. 6 účastníků muselo odevzdat své zástěry, zbylí dva byli posláni do další výzvy.
Druhá skupina se v 6. díle musela vybrat mezi omezeným výběrem surovin a 90 minutami vaření, či mít k dispozici velkou spižírnu a pouze 45 minut času. Z této výzvy nejprve postoupili Sofie „Sofi“ Bednářová a Luboš „Lubina“ Novotný, jejichž jídla byla vyhodnocena jako nejlepší. Dále pak postoupili Milan Demeter, Vojtěch „Vojta“ Urban, Tereza „Terka“ Hybšová a Petra Krajčinovič. Opět 6 účastníků vypadlo a 2 byli posláni do poslední výzvy.

## Finálová TOP 16
Z finálové TOP 16 byli soutěžící postupně vyřazováni v 7. − 31. dílu, dokud nezbyli nejlepší tři. Mezi nimi se pak rozhodlo o vítězi ve 32. finálním dílu, kde finalisté měli za úkol uvařit tříchodové menu, které je nejvíce vystihuje. Opět se bodovalo (naposledy ve 4.řadě).
| Pořadí | Soutěžící                  | Věk | Povolání                          | Bydliště           | Výsledek                |
| ------ | -------------------------- | --- | --------------------------------- | ------------------ | ----------------------- |
| 1.     | Martin Pecina              | 40  | typograf                          | Praha              | Vítěz                   |
| 2.     | Tereza „Terka“ Hybšová     | 25  | studentka anglistiky              | Ostrava            | 2.finalistka7. vyřazená |
| 3.     | Alžběta „Betty“ Minaříková | 27  | marketingová manažerka            | Praha              | 3.finalistka            |
| 4.     | Ondřej „Ondra“ Štol        | 33  | sklář                             | Světlá nad Sázavou | 15. vyřazený            |
| 5.     | Luboš „Lubina“ Novotný     | 43  | policista                         | Strážiště          | 14. vyřazený4. vyřazený |
| 6.     | Petra Krajčinovič          | 51  | nutriční terapeutka, koučka       | Praha              | 13. vyřazená            |
| 7.     | Ivana „Ivka“ Malecová      | 36  | kalkulantka PVC oken              | Brno               | 12. vyřazená            |
| 8.     | Aco Lukić                  | 27  | učitel zeměpisu                   | Brčko              | 11. vyřazený            |
| 9.     | Sofie „Sofi“ Bednářová     | 19  | studentka                         | Černošice          | 10. vyřazená            |
| 10.    | Vojtěch „Vojta“ Urban      | 28  | specialista na životní styl       | Vsetín             | 9. vyřazený             |
| 11.    | Adam „Ado“ Willant         | 31  | art director                      | Praha              | 8. vyřazený             |
| 12.    | Malika Maclouf             | 44  | HR zaměstnankyně                  | Limoges            | 6. vyřazená             |
| 13.    | Robin Nguyen               | 28  | marketingový specialista          | Praha              | 5. vyřazený             |
| 14.    | Martina Jungmannová        | 52  | žena v domácnosti                 | Palaia             | 3. vyřazená             |
| 15.    | Milan Demeter              | 19  | pomocná síla ve školní jídelně    | Krompach           | 2. vyřazený             |
| 16.    | Lucie „Číča“ Maděrová      | 24  | doktorandka speciální zootechniky | Brno               | 1. vyřazená             |

### Vyřazovací tabulka
| Pořadí | Soutěžící | Díl   | Díl   | Díl   | Díl   | Díl   | Díl   | Díl    | Díl  | Díl   | Díl  | Díl  | Díl                 | Díl   | Díl   | Díl   | Díl   | Díl    | Díl             | Díl   | Díl    | Díl   | Díl  | Díl   |
| Pořadí | Soutěžící | 7.    | 7.    | 7.    | 8.    | 8.    | 8.    | 9.     | 10.  | 10.   | 10.  | 10.  | 11.                 | 11.   | 12.   | 12.   | 12.   | 13.    | 14.             | 14.   | 15.    | 15.   | 16.  | 16.   |
| Pořadí | Soutěžící | BoIMB | BoIST | BoIMC | IKT   | VZT   | VKT   | T      | VZT  | VST   | VST  | VST  | IKT                 | VKT   | IMC   | VZT   | V     | T      | IMC             | VKT   | IMC/KT | VKT   | TKŠ  | IBB   |
| ------ | --------- | ----- | ----- | ----- | ----- | ----- | ----- | ------ | ---- | ----- | ---- | ---- | ------------------- | ----- | ----- | ----- | ----- | ------ | --------------- | ----- | ------ | ----- | ---- | ----- |
|        | Betty     | PASS  | FAIL+ | —     | IN    | PASS+ | SAVE  | WIN    | SAVE | SAVE  | SAVE | SAVE | PASS vs. Vojta      | SAVE  | LOW-  | PASS  | SAVE  | WIN    | SAVE            | SAVE  | FAIL   | PASS  | WIN  | FAIL+ |
|        | Ivka      | FAIL+ | —     | —     | IN    | PASS- | SAVE  | MIDDLE | FAIL | FAIL  | PASS | SAVE | PASS vs. Martin     | SAVE  | HIGH  | FAIL  | PASS+ | MIDDLE | FAIL s Ondrou   | PASS  | FAIL   | PASS  | WIN  | FAIL+ |
|        | Martin    | FAIL+ | —     | —     | WIN   | SAVE  | SAVE  | MIDDLE | FAIL | PASS+ | SAVE | SAVE | FAIL vs. Ivka       | PASS+ | HIGH  | FAIL  | PASS  | MIDDLE | PASS s Acem     | SAVE  | WIN    | SAVE  | WIN  | WIN   |
|        | Ado       | FAIL+ | —     | —     | IN    | FAIL  | PASS+ | LOSS   | FAIL | PASS  | SAVE | SAVE | PASS- vs. Martina   | SAVE  | WIN   | SAVE  | SAVE  | LOSS   | FAIL s Robinem  | PASS  | FAIL   | PASS- | LOSS | —     |
|        | Aco       | FAIL+ | —     | —     | IN    | FAIL  | PASS  | WIN    | SAVE | SAVE  | SAVE | SAVE | PASS vs. Petra      | SAVE  | PASS+ | SAVE  | SAVE  | LOSS   | PASS s Martinem | SAVE  | FAIL   | PASS  | LOSS | —     |
|        | Sofi      | PASS  | FAIL+ | —     | PASS+ | SAVE  | SAVE  | MIDDLE | PASS | SAVE  | SAVE | SAVE | FAIL vs. Ondra      | PASS  | PASS+ | SAVE  | SAVE  | WIN    | SAVE            | SAVE  | FAIL   | PASS  | LOSS | —     |
|        | Vojta     | FAIL+ | —     | —     | IN    | PASS  | SAVE  | LOSS   | PASS | SAVE  | SAVE | SAVE | FAIL vs. Betty      | PASS  | HIGH  | FAIL  | PASS  | WIN    | SAVE            | SAVE  | PASS+  | SAVE  | LOSS | —     |
|        | Terka     | PASS  | WIN   | WIN+  | IN    | PASS- | SAVE  | LOSS   | FAIL | FAIL  | PASS | SAVE | FAIL PASS vs. Robin | SAVE  | PASS+ | SAVE  | SAVE  | MIDDLE | PASS+ s Malikou | SAVE  | PASS+  | SAVE  | LOSS | —     |
|        | Petra     | FAIL+ | —     | —     | WIN   | SAVE  | SAVE  | WIN    | SAVE | SAVE  | SAVE | SAVE | FAIL vs. Aco        | PASS- | IN    | PASS  | SAVE  | WIN    | SAVE            | SAVE  | FAIL   | PASS- | WIN  | FAIL+ |
|        | Ondra     | WIN   | PASS+ | FAIL+ | IN    | PASS  | SAVE  | WIN    | SAVE | SAVE  | SAVE | SAVE | PASS vs. Sofi       | SAVE  | IN    | PASS+ | SAVE  | LOSS   | FAIL s Ivkou    | PASS+ | FAIL   | PASS+ | WIN  | FAIL+ |
| 14.    | Malika    | FAIL+ | —     | —     | PASS+ | SAVE  | SAVE  | MIDDLE | FAIL | FAIL  | FAIL | PASS | FAIL vs. Lubina     | PASS+ | IN    | PASS  | SAVE  | LOSS   | PASS+ s Terkou  | SAVE  | FAIL   | ELIM  |      |       |
| 13.    | Robin     | PASS  | FAIL+ | —     | WIN   | SAVE  | SAVE  | LOSS   | SAVE | SAVE  | SAVE | SAVE | PASS FAIL vs. Terka | PASS  | PASS+ | SAVE  | SAVE  | MIDDLE | FAIL s Adem     | ELIM  |        |       |      |       |
| 5.     | Lubina    | PASS  | FAIL+ | —     | PASS+ | SAVE  | SAVE  | WIN    | SAVE | SAVE  | SAVE | SAVE | PASS vs. Malika     | SAVE  | HIGH  | FAIL  | ELIM  |        |                 |       |        |       |      |       |
| 12.    | Martina   | FAIL+ | —     | —     | IN    | FAIL  | PASS- | MIDDLE | PASS | SAVE  | SAVE | SAVE | FAIL vs. Ado        | ELIM  |       |       |       |        |                 |       |        |       |      |       |
| 15.    | Milan     | FAIL+ | —     | —     | PASS+ | SAVE  | SAVE  | LOSS   | FAIL | FAIL  | FAIL | ELIM |                     |       |       |       |       |        |                 |       |        |       |      |       |
| 16.    | Číča      | FAIL+ | —     | —     | IN    | FAIL  | ELIM  |        |      |       |      |      |                     |       |       |       |       |        |                 |       |        |       |      |       |

(I) Individuální výzva, (V) Vyřazovací test, (T) Týmová challenge, (BoI) Boj o imunitu, (PoN) Pokus o návrat do soutěže

(MB) Tajemný box, (MC) MasterClass, (ZT) Znalostní test, (ST) Stresový test, (KT) Kreativní test, (BB) Výzva Bageterie Boulevard, (KŠ) Kuchařská štafeta

Legenda
      (VÍTĚZ/KA)
MasterChef této řady.
      (2. MÍSTO)
Finalista umístivše se na 2. místě.
      (3. MÍSTO)
Finalista umístivše se na 3. místě.
      (WIN)
Soutěžící vyhrál individuální výzvu/vyřazovací test (Tajemný box / MasterClass / Znalostní test - test chuti, čichu, intuice,...) či příp. pokus o návrat do soutěže, a tak postoupil do dalšího kola.
      (WIN+)
Soutěžící získal imunitu v individuální výzvě, kterou může použít ve vyřazovacích testech kdykoli před hodnocením porotců do té doby, než v soutěži zbyde posledních 5 kuchařů.
      (BACK+)
Soutěžící v rámci pokusu o návrat nejen vrátil zpět do soutěže, ale také uvařil nejlepší jídlo mezi postupujícími.
      (BACK)
Soutěžící se v rámci pokusu o návrat vrátil zpět do soutěže.
      (WIN)
Soutěžící byl kapitánem vítězného týmu v Týmové výzvě a rovnou postoupil do dalšího kola (příp. se účastnil boje o výhodu/získal výhodu v dalším kole).
      (WIN)
Soutěžící byl součástí vítězného týmu v Týmové výzvě a rovnou postoupil do dalšího kola (příp. se účastnil boje o výhodu/získal výhodu v dalším kole).
      (PASS+)
Soutěžící byl vybrán jako jeden z nejlepších při individuální výzvě/vyřazovacím testu a postoupil do dalšího kola.
      (PASS)
Soutěžící uspěl v individuální výzvě/vyřazovacím testu a postoupil do dalšího kola.
      (PASS I)
Soutěžící využil své imunity ve vyřazovacím testu a postoupil do dalšího kola.
      (PASS−)
Soutěžící byl vybrán jako jeden z nejhorších při individuální výzvě/vyřazovacím testu, ale přesto postoupil do dalšího kola.
      (HIGH+)
Soutěžící byl vybrán jako jeden z nejlepších při individuální výzvě/vyřazovacím testu, získal strategickou výhodu do příští výzvy, ale nepostoupil.
      (HIGH)
Soutěžící byl vybrán jako jeden z nejlepších při individuální výzvě/vyřazovacím testu, ale nepostoupil.
      (SAVE)
Soutěžící se nemusel tohoto kola účastnit a vyhnul se tak vyřazování.
      (—)
Soutěžící se nemohl tohoto kola (týkajícího se většinou boje o výhodu) účastnit.
      (IN)
Soutěžící neskončil ani mezi nejlepšími, ani mezi nejhoršími v individuální výzvěa nepostoupil.
      (MIDDLE)
Soutěžící byl kapitánem prostředního týmu (v pořadí mezi vítězným a poraženým) v Týmové výzvě a musel se účastnit vyřazovací výzvy (příp. nezískal výhodu).
      (MIDDLE)
Soutěžící byl součástí prostředního týmu (v pořadí mezi vítězným a poraženým) v Týmové výzvě  a musel se účastnit vyřazovací výzvy (příp. nezískal výhodu).
      (LOW)
Soutěžící byl vybrán jako jeden z nejhorších při individuální výzvě/vyřazovacím testu a nepostoupil.
      (LOW-)
Soutěžící byl vybrán jako nejhorší při individuální výzvě/vyřazovacím testu a nepostoupil.
      (FAIL+)
Soutěžící neuspěl v individuální výzvě zahrnující výhodu a ztratil tak příležitost o ni nadále bojovat.
      (FAIL)
Soutěžící neuspěl v individuální výzvě/vyřazovacím testu a šel do (další) vyřazovací výzvy.
      (LOSS)
Soutěžící byl kapitánem poraženého týmu v Týmové výzvě a musel se účastnit vyřazovací výzvy (příp. získal nevýhodu v dalším kole).
      (LOSS)
Soutěžící byl součástí poraženého týmu v Týmové výzvě a musel se účastnit vyřazovací výzvy (příp. získal nevýhodu v dalším kole).
      (LEFT)
Účastník odstoupil ze soutěže.
      (ELIM)
Soutěžící byl vyřazen ze soutěže.